# 索尼Xperia XA系列
索尼Xperia XA系列是指索尼移动公司从2016年至2018年开发的一系列基于Android系统的中端智能手机和平板手机，是索尼 Xperia X系列的一个分支产品线。索尼移动于2016年2月在MWC 2016上发布了索尼Xperia X系列中初代产品索尼Xperia XA。
这一系列的所有设备都有IPS超窄边框液晶显示器，支持microSD卡和耳机插孔，不可拆卸电池和64位多核心處理器，除Xperia XA和Xperia XA Ultra之外，其他所有产品都配备有同样的23MP主摄像头。Xperia XA是这一系列产品中唯一的单SIM卡设备。除了Xperia XA2家族之外，所有这些设备都有1080p的录像摄像头。

## 初代Xperia XA家族
初代XA系列手机配备MT6755 Helio P10芯片组和16GB的内部存储空间，与索尼Xperia X使用相同的设计语言，但是不带侧边指纹识别。出厂使用Android 6.0 Marshmallow发布，后期可以升级为Android 7.0 Nougat。

### Xperia XA
Xperia XA配备有一块5.0"高清显示屏，13MP主相机和8MP前置自拍相机以及2GB内存。它赢得了2017年iF设计大奖和2017年红点奖。

### Xperia XA Ultra
Xperia XA Ultra是该系列中的第一款平板手机，于2016年5月发布，配有6.0寸全高清显示屏，一枚21MP 主摄像头，一枚16MP前置摄像机并配备3GB内存。

## Xperia XA1家族
这一家族设备使用了新的设计语言 Loop Surface，并且升级了芯片组，即 MT6757 Helio P20，出厂搭载Android 7.0 Nougat，后期更新到Android 8.0 Oreo，并且是这一系列中第一批具有USB-C接口的设备。Xperia XA1和 XA1 Ultra于2017年2月发布。

### Xperia XA1
Xperia XA1与Xperia XA一样，Xperia XA1内置32 GB的存储空间，3 GB 内存和8 MP前置自拍照相机。

### Xperia XA1 Ultra
Xperia XA1 Ultra与Xperia XA Ultra有相同的显示屏，拥有4GB内存和16MP自拍照相机。 它有两个存储选项，包括32GB和64GB。

### Xperia XA1 Plus
Xperia XA1 Plus于2017年8月发布，拥有5.5英寸的全高清显示屏，32GB 的存储空间，3、4GB的内存和一个8MP 的自拍照相机。本机是Xperia XA产品线中第一个带有指纹传感器的设备。

## Xperia XA2家族
2018年1月宣布，这一系列产品在后部有更新的设计和指纹传感器，并且将芯片组更新为Snapdragon 630。出厂搭载了Android 8.0 Oreo，并且是这个系列中第一个拥有4K 摄像头的家族，也是第一批拥有后置指纹传感器的索尼Xperia设备，此前的Xperia系列指纹识别传感器都安装在侧边。

### Xperia XA2
Xperia XA2配备有5.2"全高清显示器，32GB存储，3GB内存和8MP 自拍照相机。

### Xperia XA2 Ultra
Xperia XA2 Ultra，配有6"全高清显示器，32、64GB存储，4GB内存和前置16MP+8MP自拍照相机。 这是第一款拥有双摄像头的索尼Xperia设备。